# Tsuruko Haraguchi
Tsuruko Haraguchi (japonès: 原口鶴子, Haraguchi Tsuruko; Tomioka, Prefectura de Gunma, 18 de juny de 1886 – 26 de setembre de 1915) fou una psicòloga japonesa i la primera dona en rebre el diploma de doctorat. Va investigar la fatiga i estudià les metodologies de recerca.

## Vida i carrera
Haraguchi nasqué com a Tsuru Arai (洗鶴) a Tomioka el 1886. Son pare era un pagès ric i ella tenia dos germanes. Va atendre l'Institut Femení de Takasaki, graduant-se el 1902, dos anys abans que les seues companyes de la mateixa edat. S'uní a la Universitat Japonesa per a Dones el 1903 per a estudiar humanitats a la Facultat de literatura anglesa. En eixos moments, a les dones no se'ls permetia graduar-se ni res més enllà a les universitats japoneses, i les institucions d'educació superior per a dones no eren reconegudes oficialment. Per tant, quan el seu mentor, el psicòleg Matsumoto Matataro, l'animà a rebre més formació acadèmica, ella se n'anà als Estats Units després de graduar-se el 1906.

### Estudis a la Universitat de Colúmbia
Ela entrà a la Teachers College de la Universitat de Colúmbia el 1907 per a completar un doctorat en psicologia. Se centrà en psicologia i pedagogia experimental i va ser instruïda per Edward Thorndike, Robert S. Woodworth i James McKeen Cattell. Completà la tesi, titulada "Mental Fatigue", el 1912, basada en els experiments utilitzant-se a ella mateixa com a subjecte multiplicant nombres de quatre dígits i traduint escrits de John Dewey. Va rebre el doctorat el 5 de juny de 1912, sent la primera dona japonesa en aconseguir un doctorat en qualsevol camp. El mateix dia es va casar. Es casà amb l'acadèmic japonès Takejiro Haraguchi.

### Vida tardana al Japó
Haraguchi tornà al seu país natal, on va expandir la seua tesi doctoral i la traduí al japonès. Fou publicada amb el títol de Recerques en el treball mental i la fatiga el 1914. Va donar classes a la Universitat Japonesa per a Dones ocasionalment i va contribuir en l'establiment d'un laboratori de psicologia experimental a la universitat.
També va escriure unes memòries, Tanoshiki omohide ("Memòries agradables") el 1915, on parlà de les seues experiències a la universitat estatunidenca per a defendre el valor i l'educació de les dones.

## Vida personal
Haraguchi es va casar amb Takejirō Haraguchi, un professor de la Universitat de Waseda, el 5 de juny de 1912. Van tindre un fill i una filla.

## Mort i llegat
Haraguchi morí de tuberculosi el 26 de setembre de 1915, amb l'edat de 29 anys. El seu últim treball, una traducció al japonès de Hereditary Genius (1869) de Francis Galton, fou publicada pòstumament el 1915. Un registre de les seues experiències a la universitat estatunidenca i les seues observacions de les diferències culturals entre el Japó i els Estats Units, Happy Memories, foren publicades el 1915.
Dos documentals s'han fet que tracten la vida i obra de Haraguchi: The Life of Tsuruko Haraguchi (2007) i Psychologist Tsuruko Haraguchi: Memories of Her Days at Columbia University in the Early 1900s (2008).